# Edward Vermeulen
Aloïs Edouard Vermeulen (Edward Vermeulen) (Beselare 19 april 1861 – Hooglede 6 juli 1934) was een Vlaams schrijver. Hij staat bekend onder het pseudoniem Warden Oom. Hij kende vooral succes als West-Vlaamse volksschrijver. Zijn werken vertonen een dialectische gekleurde taal en beschrijven de tijdgeest van een bevolkingsgroep. Vaak waren het sociaal-geëngageerde verhalen over het West-Vlaamse boerenleven.

## Biografie
Vermeulen werd geboren op de hofstede "De Navingeer" in Beselare. In 1865 verhuisde de familie naar Hooglede. Edward liep zijn lagere school in Hooglede, om daarna naar het Klein Seminarie van Roeselare te trekken, waar hij les kreeg van onder meer Hugo Verriest. In 1877 verliet hij de school om thuis op de boerderij te werken. In zijn vrije tijd schreef hij weleens enkele gedichten.
In 1899 werd Vermeulen, onder impuls van de Hoogleedse burgemeester Omer Karel De Laey, gemeenteontvanger. Op aanraden van deze burgemeester-dichter schreef hij zijn eerste roman "Herwording" in 1911, op 50-jarige leeftijd. Voor een plaatselijk blad, schreef hij "Polke", een lang verhaal. Hij ondertekende met het pseudoniem Warden Oom. 
In de zomer van 1918 kwam Vermeulen in de gevangenis van Turnhout terecht, op aanklacht van anti-Duitse praktijken. Even voordat het Duitse leger verzwakte, was hij terug op vrije voeten. Na de bevrijding trok hij terug naar Hooglede om daar nog enkele boeken uit te geven. Hij was ook een tijd mede-uitgever van de volksalmanak 't Manneke uit de Mane.

## Publicaties
- Herwording (1911)
- Trimards (1912)
- Caïn’s zonde (1913)
- De Dieperik (1913)
- De Zwarte Pokken (1919)

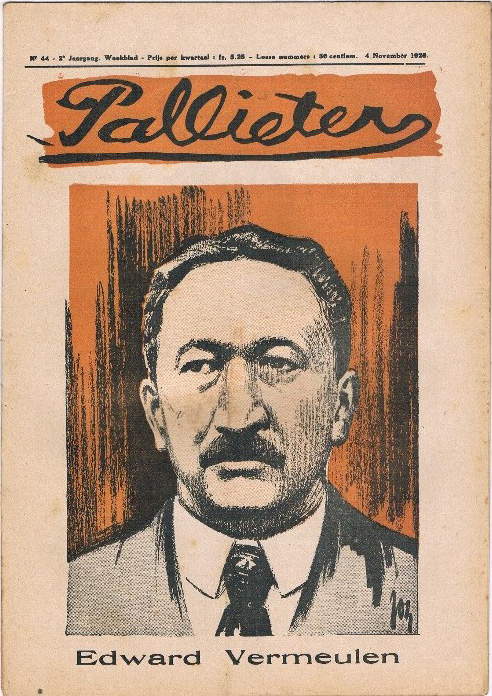
Vermeulen (door Jos De Swerts)

- De Pauwenschreeuw Ego! Ego! (1921)
- Grepen uit het Dierenleven (1922)
- Piot (1923)
- Grepen uit Dierenleven (1923)
- Grepen uit aardige Menschenleven (1924)
- Mietje Mandemakers en Cie (1926)
- Korte Levenschets van Warden Oom (1926)
- Stadhuisratten (1926)
- Pee Vlaminck (1925)
- De Blieckaerts (1925)
- De Vracht (1928)
- De zotte van 't Abeelenhof (1928)
- Het betooverd Hof (1929)
- Verstervend Ras (1930)
- Boerenleven (1931)
- De Reis door het leven (1931)
- Oorlogstijd (1932)
- Tegen Sterren en Wind (1932)
- Aardige Rent (1933)
- Dagboek van een Banneling (1934)
- Nalatenschap (1964)

## Trivia
- Alidoor Lamote schilderde een portret van Vermeulen. Jozef Cantré boetseerde zijn borstbeeld. Beide werken bevinden zich in privébezit.